# Vamos Mataram
Il Vamos Mataram è una squadra indonesiana di calcio a 5, fondata nel 2012 con sede a Mataram.

## Palmarès
- Campionato indonesiano: 3

2017, 2018, 2019